# Épsilon Librae
Épsilon Librae (ε Lib / 31 Librae / HD 137052 / HR 5723) es un sistema estelar de magnitud aparente +4,93 situado en la constelación de Libra.
Se encuentra a 106 años luz del sistema solar.
Épsilon Librae es una binaria espectroscópica cuya componente primaria es una estrella de la secuencia principal de tipo espectral F4V, anteriormente catalogada como subgigante de tipo F5IV.
Con una temperatura efectiva de 6441 K, brilla con una luminosidad 9 veces superior a la luminosidad solar.
Su masa, estimada a partir de isocronas, puede ser aproximadamente un 60% mayor que la masa solar.
Por su parte, nada se sabe de la estrella secundaria.
El período orbital del sistema es de 226,95 días y la órbita es notablemente excéntrica (ε = 0,68).
La metalicidad del sistema —abundancia relativa de elementos más pesados que el helio— es semejante a la solar, con un índice de metalicidad [Fe/H] comprendido entre -0,07 y +0,09, variando dicha cifra en función de la fuente consultada.
Diversos elementos evaluados presentan niveles comparables a los solares. Únicamente zinc y aluminio son algo menos abundantes que en nuestra estrella, mientras que la abundancia relativa de europio, elemento representativo del llamado «proceso-r» —por el que se forman elementos pesados por la rápida captura de neutrones—, es muy parecida a la del Sol.
Por otra parte, hay cierto consenso sobre la edad de Épsilon Librae, estimándose ésta entre 1500 y 1900 millones de años.